# Stefan Pfeffinger
Stefan Pfeffinger (* 6. Juni 1990) ist ein deutscher Volleyballspieler.
Pfeffinger begann seine Karriere beim TV Bühl. Hier spielte er mit der zweiten Mannschaft in der Dritten Liga Süd, hatte aber auch Einsätze in der Bühler Bundesliga-Mannschaft. 2014 errang er mit der Mixed-Mannschaft des SC Baden-Baden die Süddeutsche Meisterschaft. 2016 wechselte Pfeffinger zum Drittligisten SSC Karlsruhe, mit dem er 2017 in die 2. Bundesliga Süd aufstieg.